# 日本コーティング協会
日本コーティング協会（にほんコーティングきょうかい、Japan Coating Association、略称JCA）は、消費者保護とコーティングビジネスの健全な発展に寄与することを目的として2012年12月に設立された一般社団法人。

## 活動内容
コーティング技術の向上を目的とした技術研修会、コーティング技能試験の運営、などが主な活動内容。

## 沿革
2012年12月に近畿地方の関連企業5社が発起人となり、設立。 2013年2月大阪府豊中市にガラスコーティング研修センター開設。 2014年3月全国3会場（東京、大阪、名古屋）にてコーティング技能検定3級試験開催。2015年6月名古屋にてコーティング技能検定1級試験開催。2015年中国でも研磨技能試験を開催予定

## 脚註
1. ↑  コーティング協、車コーティングに資格－磨き技能底上げ（2014年1月3日 日刊工業新聞）
2. ↑  日本コーティング協会を設立（2012年12月14日 日刊自動車新聞）
3. ↑  日本コーティング協会、年内に中国で自動車ボディーの研磨技能試験を開始（2015年7月27日 日刊工業新聞）